# Area 9 di Brodmann
L' area 9 di Brodmann, nell'acronimo inglese BA9, è un'area della corteccia frontale del cervello umano e di altri primati. Contribuisce al funzionamento della corteccia dorsolaterale prefrontale e della corteccia prefrontale mediale.

## Scimmia
Il termine area 9 di Brodmann si riferisce a una porzione del lobo frontale del cercopithecus definita tramite la citoarchitettonica. Brodmann-1909 la considerava topograficamente e citoarchitettonicamente omologa alla corteccia granulare frontale (area 9) e all'area frontopolare (area 10) degli umani.
Le caratteristiche distintive rispetto alle altre aree sono molteplici (Brodmann-1905): l'area nove, diversamente dall'area 6, ha uno strato granulare interno (IV) definito; diversamente dall'area 6 e l'area 8, il suo strato piramidale interno (V) è divisibile in due substrati, uno strato 5a che si fonde parzialmente con lo strato IV, contenente una grande densità di cellule gangliari di media grandezza, e uno strato 5b più interno, chiaro e povero di cellule; le cellule piramidali del substrato 3b dello strato piramidale esterno (III) sono piccole e sparse; lo strato granulare esterno (II) è stretto e contiene poche cellule granulari sparse.

## Funzioni
L'area è coinvolta nella gestione della memoria a breve termine, la valutazione delle attività recenti, le risposte automatiche, la fluidità verbale, il rilevamento degli errori, l'attenzione uditiva verbale, la comprensione delle intenzioni altrui, la comprensione delle immagini spaziali, il ragionamento induttivo, l'attribuzione delle intenzioni, nel mantenere alta l'attenzione durante il conteggio di stimoli uditivi, e nel più basso consumo di energia negli individui con disturbi bipolari.
L'area che si trova nell'emisfero sinistro è parzialmente responsabile dell'empatia, nella comprensione degli idiomi, nel processare le scene piacevoli e spiacevoli, nell'autocritica, e nel controllo delle emozioni negative.
Nell'emisfero destro la regione è coinvolta nell'attribuzione delle intenzioni, la teoria mentale,  la soppressione della tristezza, la memoria di lavoro, la memoria spaziale, il riconoscimento, il richiamo,, il riconoscimento delle emozioni degli altri, la pianificazione, il calcolo, l'elaborazione semantica e percettiva degli odori, la religiosità, e l'attenzione alle emozioni positive.

## Galleria d'immagini

Animazione
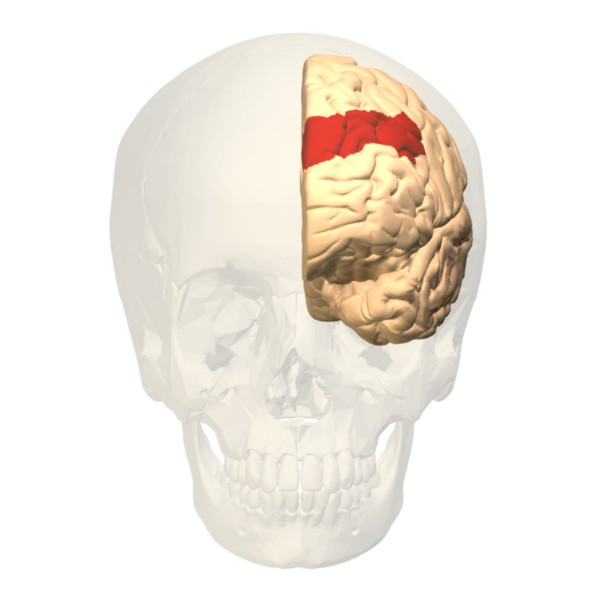
Vista frontale
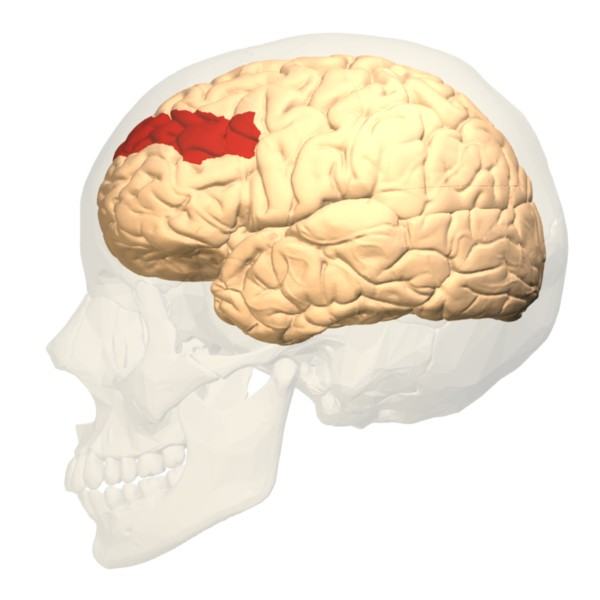
Vista laterale
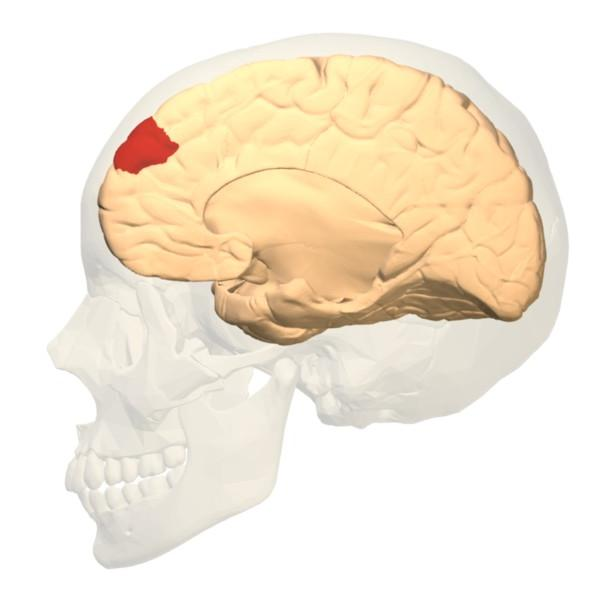
Vista mediale